# 西衛灘

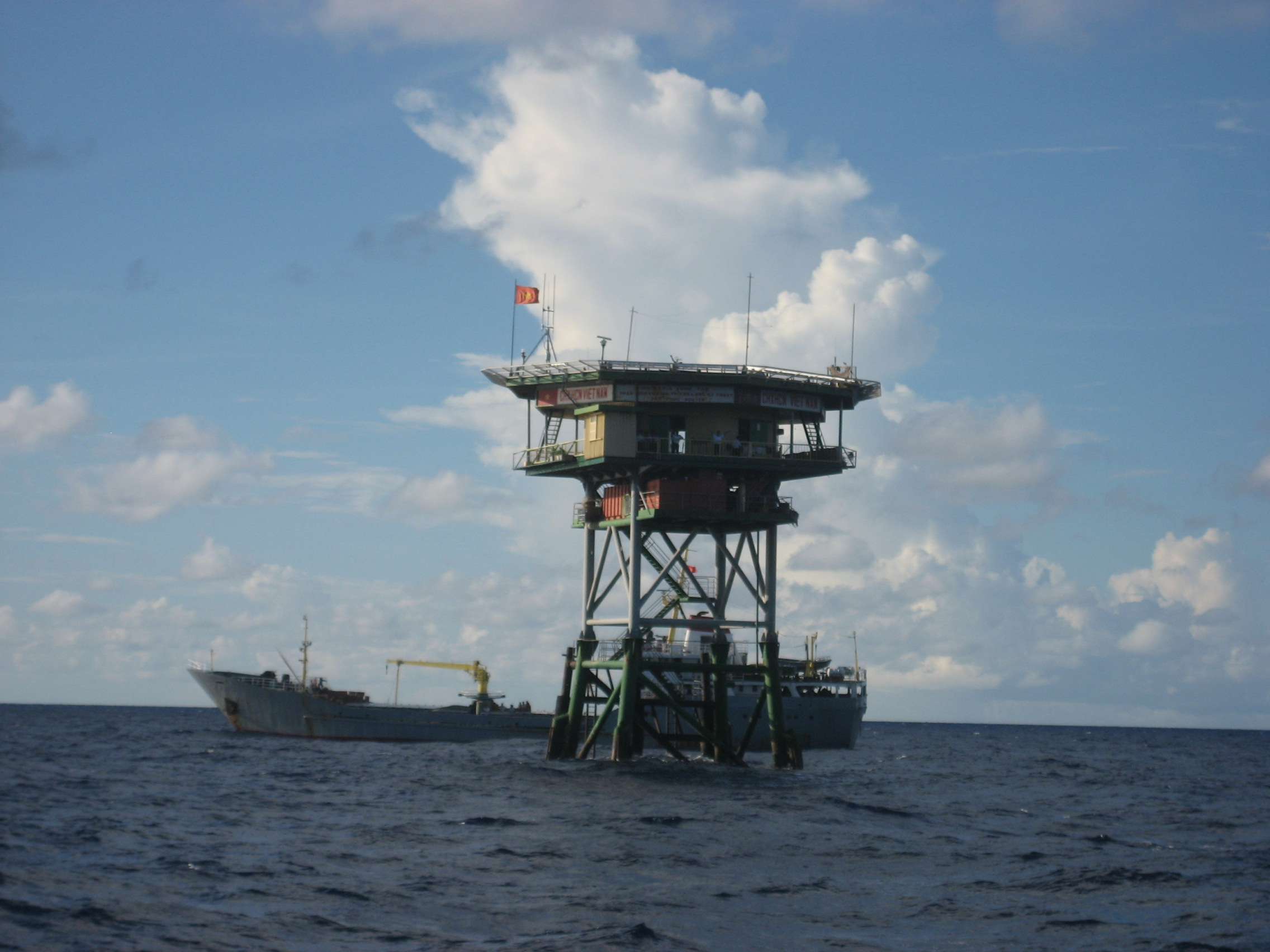
この堆に設置されたベトナムの石油リグ DK1/15（:en:DK1 rigs参照）

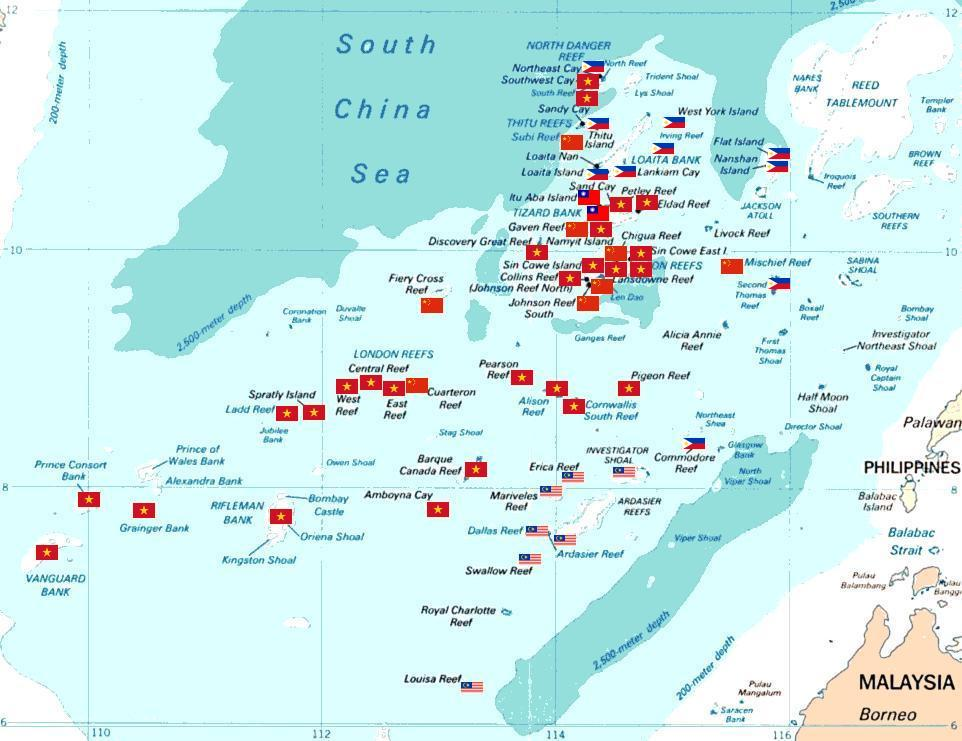
南沙諸島の実効支配状況

西衛灘（中国語名。英語：Prince Consort Bank、ベトナム語：Bãi Phúc Nguyên / 𣺽福源）は、南沙諸島西部にある堆である。プリンスコンソート堆とも呼ばれる。バンガード堆の北東に位置する。南北距離は約9海里、東西距離は約9海里。深さは一般的に56メートルと93メートルの間、西側は深さが20メートル余り、西北端は最も浅い所が18.2メートル。

## 領有を巡る状況
1991年からベトナムがこの堆を実効支配しているが、中華人民共和国と中華民国（台湾）も主権を主張している。
ベトナムがDK1リグを建設して35周年を記念し、防衛に当たった兵士追悼式を2025年1月に敢行。